# Flicka med pärlörhänge (film)
Flicka med pärlörhänge (engelska: Girl with a Pearl Earring) är en brittisk långfilm från 2003 i regi av Peter Webber, med Colin Firth, Scarlett Johansson, Tom Wilkinson och Judy Parfitt i rollerna. Filmen är baserad på boken med samma namn, skriven av Tracy Chevalier.

## Handling
Filmen handlar om den 17-åriga flickan Griet som kommer från en fattig familj. Hon tar tjänst som piga åt en välbärgad familj där mannen i huset är den berömde konstnären Johannes Vermeer. Hushållet består också av Vermeers fru Catharina, deras barn, Vermeers svärmor Maria Thins och tjänstefolk. Filmen bygger på det samförstånd som uppstår mellan Griet och Vermeer och allteftersom filmen fortskrider kommer de varandra allt närmare. Griets lugna sätt och hennes förmåga att ta in omgivningen hjälper henne i hennes arbete och drar också till sig Vermeers uppmärksamhet. Han lägger märke till Griets förståelse för hans konstnärliga arbete, som de övriga i hushållet tycks sakna. Hon har ett medfött sinne för färg och form, och så småningom får hon hjälpa konstnären att blanda färger och lära sig mer om måleri genom honom. Trots de många övriga uppgifterna i huset, tar sig Griet, på Vermeers önskemål, tid att hjälpa honom, till den övriga familjens förtret. Cornelia, en av döttrarna lägger märke till kemin mellan fadern och tjänsteflickan och i svartsjuka smider hon ränker för att förstöra för dem på olika sätt. Fru Catharina blir misstänksam och stämningen blir allt mer spänd mellan henne och Griet. När Griet så småningom får sitta modell för en av Vermeers målningar, som han får i uppdrag av sin mecenat att måla, efter att denne fattat tycke för Griet, uppstår öppen osämja och svartsjuka i hushållet. Vermeers svärmor förstår att Vermeer mer eller mindre tvingas av mecenaten att använda Griet som modell och eftersom han kan vara avgörande för familjens ekonomi och Vermeers karriär, hjälper hon till med att låna ut sin dotters pärlörhängen inför uppdraget, utan Catharinas vetskap. Cornelia ser dock allt. Trots blandade känslor, genomför Griet sitt uppdrag. Kemin är starkt påtaglig mellan henne och konstnären.

## Rollista

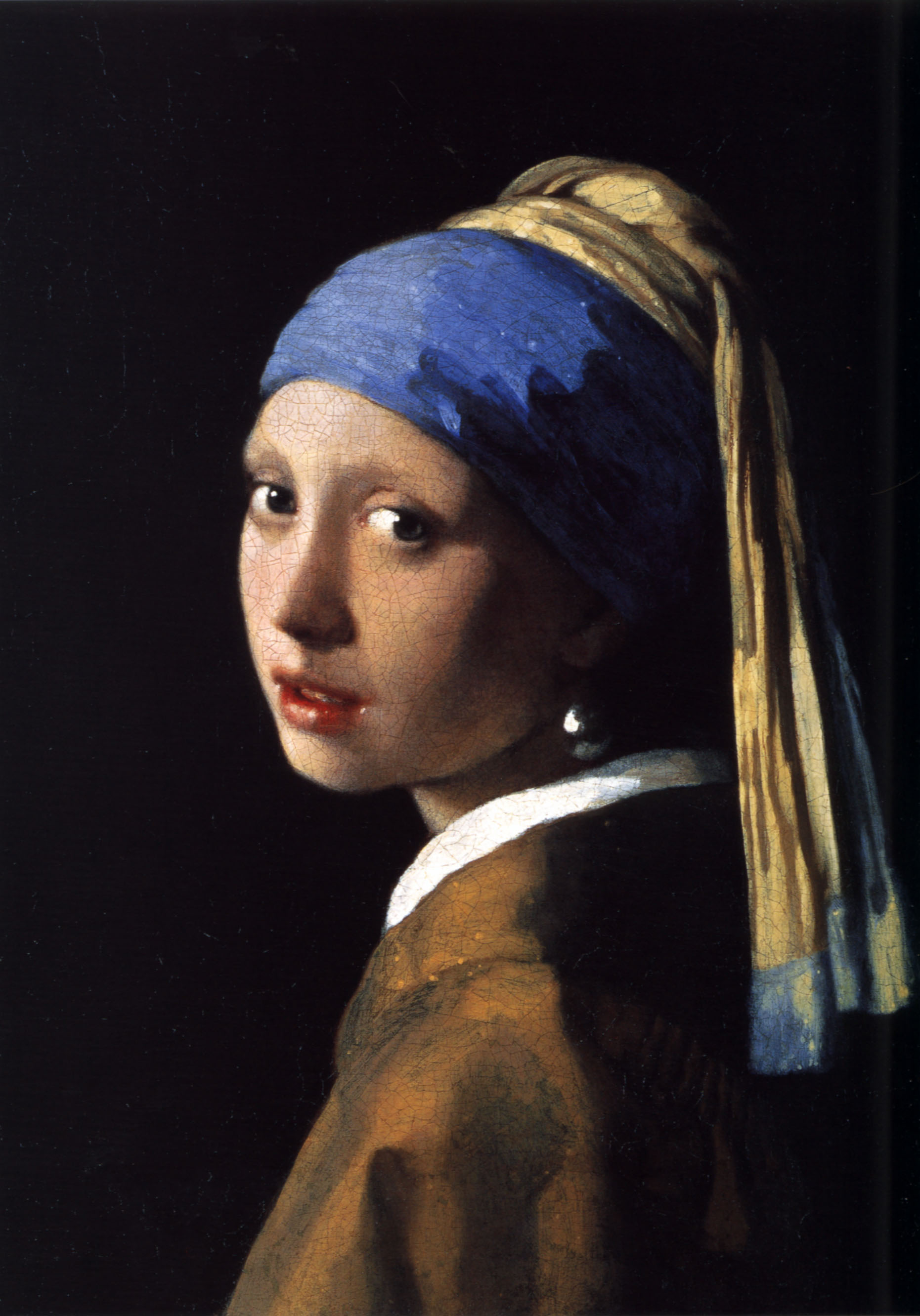
Vermeers tavla Flicka med pärlörhänge från 1665

| Colin Firth        | – Johannes Vermeer         |
| Scarlett Johansson | – Griet                    |
| Tom Wilkinson      | – Pieter Van Ruijven       |
| Judy Parfitt       | – Maria Thins              |
| Cillian Murphy     | – Pieter                   |
| Essie Davis        | – Catharina Bolnes Vermeer |
| Joanna Scanlan     | – Tanneke                  |
| Alakina Mann       | – Cornelia Vermeer         |
| Chris McHallem     | – Griets pappa             |
| Gabrielle Reidy    | – Griets mamma             |
| Rollo Weeks        | – Frans                    |
| Anna Popplewell    | – Maertge                  |
| Anaïs Nepper       | – Lisbeth                  |
| Melanie Meyfroid   | – Aleydis                  |
| Nathan Nepper      | – Johannes                 |